# À Flor da Pele
- Nota: Para o álbum rock da banda portuguesa UHF, consulte À Flor da Pele (álbum).

À Flor da Pele é um filme brasileiro produzido em 1976. Teve um público de aproximadamente 400 mil espectadores. Ganhou o prêmio de melhor filme, melhor atriz (Denise Bandeira), e melhor roteiro (Francisco Ramalho Jr) no V Festival do Cinema Brasileiro de Gramado. Ganhou o prêmio especial (Denise Bandeira) no X Prêmio "Air France de Cinema".

## Sinopse
Marcelo Fonseca é um autor de telenovelas, casado e que tem uma filha. Sua aluna, Verônica, da Escola de Artes Dramáticas é sua amante. A relação entre os dois vai piorando e durante a prova final discutem e ele reprova Verônica e seu namorado Toninho. Verônica, sem saber o que fazer, embriaga-se e enfrenta seu pai agressivamente. É espancada e internada em um hospital onde descobre que estava grávida e perdeu o filho. Decide se vingar de Marcelo e conta à sua esposa que são amantes. Isaura, esposa de Marcelo, fica em estado de choque e tenta se suicidar. Com isso, Marcelo termina definitivamente com Verônica e cada um segue seu caminho. Ele acostuma-se às conveniências sociais e ela amadurece com a experiência.

## Ficha Técnica
- Diretor: Francisco Ramalho Jr.
- Roteiro: Francisco Ramalho Jr.
- Argumento: Consuelo de Castro
- Fotografia: Lúcio Kodato
- Montagem: Maurício Wilke
- Cenografia: Flávia Behmer
- Sonografia: Sérgio Martins
- Música: Eduardo Gudin e Paulo César Pinheiro
- Companhia Produtora: Oca Cinematográfica e Servicine

## Elenco
- Juca de Oliveira
- Denise Bandeira
- Beatriz Segall
- Ewerton de Castro
- Sérgio Hingst
- Maiara de Castro
- Sérgio Mamberti
- Jonas Bloch
- Reginaldo Paiva
- Cecília Caggiani
- José Júlio Spiewak
- Verinha